# Trichilia rubra
Trichilia rubra är en tvåhjärtbladig växtart som beskrevs av C. Dc.. Trichilia rubra ingår i släktet Trichilia och familjen Meliaceae. Inga underarter finns listade i Catalogue of Life.